# Villarrubín (La Peroja)
Villarrubín (llamada oficialmente San Martiño de Vilarrubín) es una parroquia y una aldea del municipio español de La Peroja, en la provincia de Orense, Galicia.

## Toponimia
La parroquia también es conocida por el nombre de San Martín de Villarrubín.

## Organización territorial
La parroquia está formada por diecinueve entidades de población:

### Entidades de población
Entidades de población que forman parte de la parroquia:
- Alende
- Barrasusá
- Casdeguístola
- Cinconogueiras (Cinco Nogueiras)
- Conchouso (O Conchouso)
- Corneda
- Ferradal
- Melle
- Orden (A Orde)
- Outeiriño
- Outeiro
- Pousa (A Pousa)
- Rabacido
- Salgueirós
- Sestelo
- Souto (O Souto)
- Villarrubín (Vilarrubín)

### Despoblados
Despoblados que forman parte de la parroquia:
- Amedo
- Santigueiro

## Demografía

### Parroquia
| Gráfica de evolución demográfica de Villarrubín (parroquia) entre 2000 y 2023 |
|                                                                               |
| Datos según el nomenclátor publicado por el INE.                              |

### Aldea
| Gráfica de evolución demográfica de Villarrubín (aldea) entre 2000 y 2023 |
|                                                                           |
| Datos según el nomenclátor publicado por el INE.                          |